# 侣皓吉吉
侣皓吉吉（1980年4月3日—），曾用名侣皓喆，男，祖籍湖南衡阳，生于北京，中国内地演员、导演、歌手。

## 生平
2002年参演警匪剧《重案六组2》。2003年主演爱情剧《曼谷雨季》。2005年参演魔幻题材剧《传奇·幻想殷商》。2006年出演青春爱情剧《向天真的女生投降》。2007年主演根据海岩同名小说改编的电视剧《舞者》。2010年出演历史题材剧《孙子大传》。2012年与赵宝刚共同执导都市情感话题剧《老有所依》。2015年执导网剧《太子妃升职记》。

## 家庭
爷爷侣朋为剧作家、导演。父亲海岩为作家。